# Penipe (canton)
Penipe est un canton d'Équateur situé dans la province de Chimborazo.